# Механізм Саррюса

Механізм Саррюса

Механі́зм Са́ррюса (англ. Sarrus linkage) — шарнірний механізм, що перетворює обмежений рух по колу у прямолінійний рух без використання напрямних був винайдений у 1853 році П'єром Саррюсом. 

## Конструктивні особливості
Конструкція складається з декількох шарнірно-сполучених прямокутних пластин, дві з яких залишаються взаємно паралельними, але можуть рухатись поступально у напрямку одна до (від) одної. Механізм Саррюса належить до класу просторових механізмів, на відміну від механізму Ліпкіна-Посельє, який є пласким механізмом. Механізм Саррюса фактично є двома (або більше) видозміненими корбово-гонковими механізмами сполученими під прямим кутом один до одного.
Хоча П'єр Фредерік Саррюс вважається винахідником його як механізму перетворення обертового руху у прямолінійний, механізм Саррюса ймовірно було винайдено раніше; однак зазвичай це не визнається.

## Галерея зображень варіантів конструкцій

Альтернативний механізм Саррюса
3-сторонній механізм
4-сторонній механізм
6-сторонній механізм